# Nanchang
Nanchang (kinesisk skrift: 南昌; pinyin: Nánchāng) er en kinesisk by på præfekturniveau som er hovedstad i provinsen Jiangxi i det centrale Kina. Præfekturet har et areal på 7,372 km² og en befolkning på 4.920.000 (2007). Det ligger ved floden Gan Jiang, der er en sydfra kommende biflod til Yangtze.

## Administrative enheder
Nanchang består af fem bydistrikter og fire amter:
- Bydistriktet Donghu (东湖区), 30 km², 440.000 indbyggere, lokalregeringens sæde;
- Bydistriktet Xihu (西湖区), 43 km², 460.000 indbyggere;
- Bydistriktet Qingyunpu (青云谱区), 40 km², 240.000 indbyggere;
- Bydistriktet Wanli (湾里区), 254 km², 80.000 indbyggere;
- Bydistriktet Qingshanhu (青山湖区), 220 km², 580.000 indbyggere;
- Amtet Nanchang (南昌县), 1.839 km², 1,07 mill. indbyggere;
- Amtet Xinjian (新建县), 2.338 km², 670.000 indbyggere;
- Amtet Anyi (安义县), 656 km², 250.000 indbyggere;
- Amtet Jinxian (进贤县), 1.952 km², 720.000 indbyggere.

## Historie
Under Han-dynastiet blev byen Gan bygget her ca. 201 f.Kr.. I 589 e.Kr. (Sui-dynastiet) fik den navnet Hongzhou og noget senere navnet Nanchang.
I 1900-tallet blev byen kendt for sin betydning for den kommunistiske bevægelse. Her gennemførte kommunisterne under ledelse af Zhou Enlai Nanchangopstanden som brød ud 1. august 1927. Datoen 1. august ble senere erklæret som grundlæggelsesdag for Folkets Befrielseshær.

## Trafik

### Jernbane
Jernbanelinjen Jingjiubanen har stoppested her på sin rute fra Beijing til Kowloon i Hongkong. Denne linje passerer gennem blandt andet Hengshui, Heze, Shangqiu, Xinzhou (ved Wuhan), Jiujiang, Heyuan, Huizhou og Shenzhen.

### Veje
Kinas rigsvej 105 løber gennem Nanchang. Den begynder i Beijing, løber mod syd og ender ved kysten i Zhuhai i provinsen Guangdong. Den passerer større byer som Tianjin, Dezhou, Jining, Shangqiu, Jiujiang og Guangzhou.
Kinas rigsvej 316 løber gennem området. Den fører fra Fuzhou i Fujian via Nanchang og Wuhan til Lanzhou i Gansu.
Kinas rigsvej 320 går også gennem området. Den begynder i Shanghai og løber mod sydvest til grænsen mellem provinsen Yunnan og Burma. Undervejs passerer den blandt andet Hangzhou, Nanchang, Guiyang, Kunming og Dali.

## Myndigheder
Den lokale leder i Kinas kommunistiske parti er Guo An. Borgmester er Yin Meigen, pr. 2021.
28°41′N 115°53′Ø / 28.683°N 115.883°Ø